# Эндемизм у птиц
Эндемизм у птиц характерен прежде всего для островных территорий и участков, которые ограничены биотическими, климатическими или геологическими барьерами. В этом смысле, эндемичными называют те виды птиц, ареал которых ограничен строго определённой территорией. Наибольшее количество эндемичных видов отмечено в следующих странах: Индонезия (397 эндемиков из 1531 вида местной орнитофауны), Австралия (355 из 751), Филиппины (183 из 556), Бразилия (177 из 1635), Новая Зеландия (150 из 287), Перу (109 из 1678), Мексика (89 из 1026), Папуа — Новая Гвинея (85 из 708), США (71 из 768), Китай (67 из 1244), Колумбия (62 из 1695), Индия (55 из 1219), Россия (13 эндемиков).

## Особенности эндемизма птиц
Природоохранная организация «BirdLife International» предложила ограничить понятие эндемик для тех видов, историческая область распространения которых менее 50,000 км². Эндемизм у птиц особенно заметен тогда, когда он проявляется не только на видовом уровне, но и на уровне вышестоящих таксонов (род, семейство или даже отряд). Для многих эндемичных групп птиц характерна бескрылость (киви, тинаму, эму).

## Эндемизм на уровне отрядов
Почти все отряды птиц представлены по крайней мере на двух континентах. Однако есть и эндемичные отряды, то есть с наиболее ограниченным диапазоном распространения.
- Отряд Нандуобразные (Rheiformes). 2 вида в Южной Америке.
- Отряд Птицы-мыши (Coliiformes), представители которого встречаются исключительно в саваннах Африки, южнее Сахары.
- Отряд Тинаму (Tinamiformes) характерен для Южной и Центральной Америк.
- Отряд Страусообразные (Struthioniformes). 1 вид в Африке.
- Отряд Бескрылых (Apterygiformes). Семейство Киви (птица) встречается только в Новой Зеландии. Нелетающая птица.

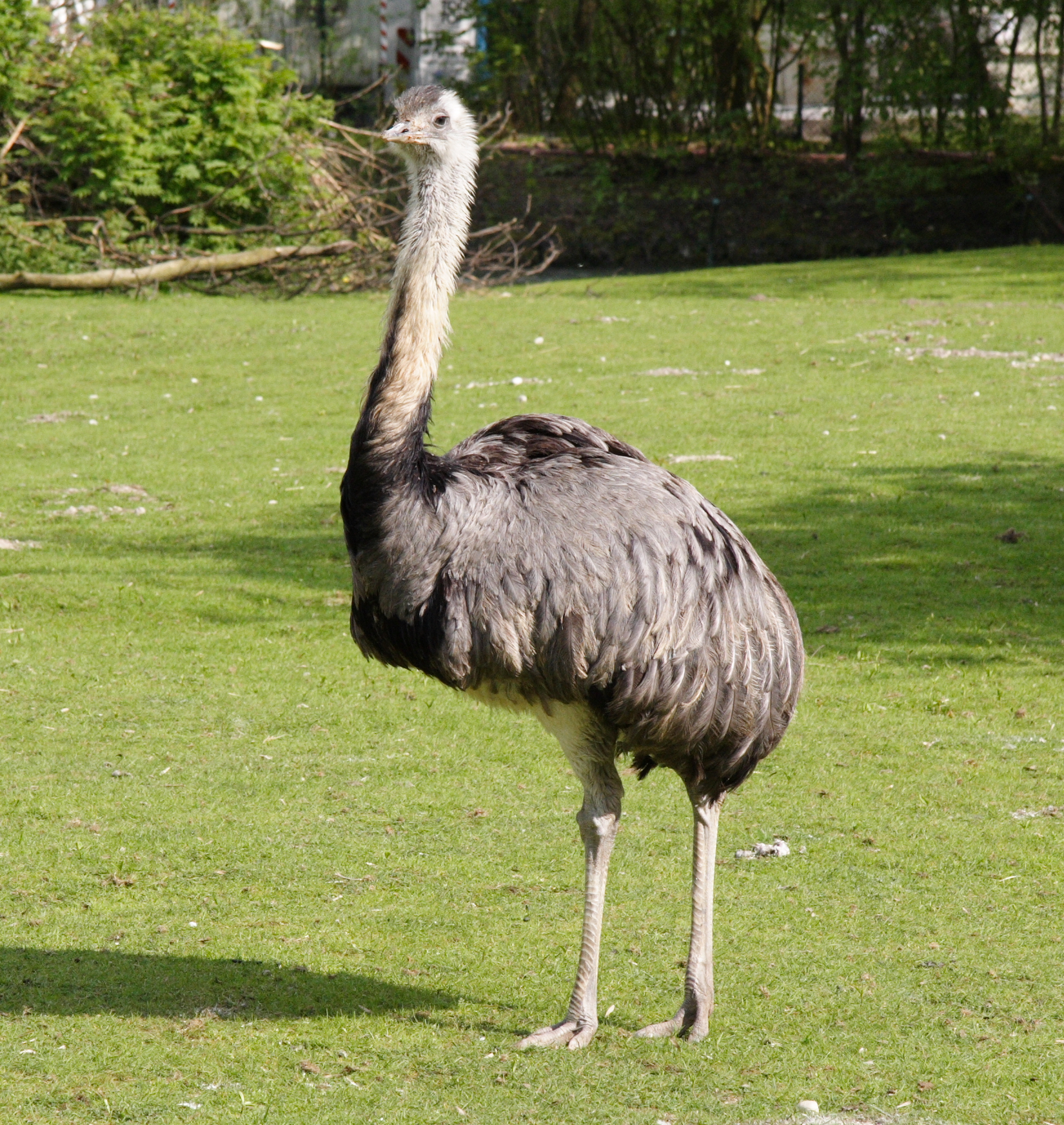
Нанду. Южная Америка
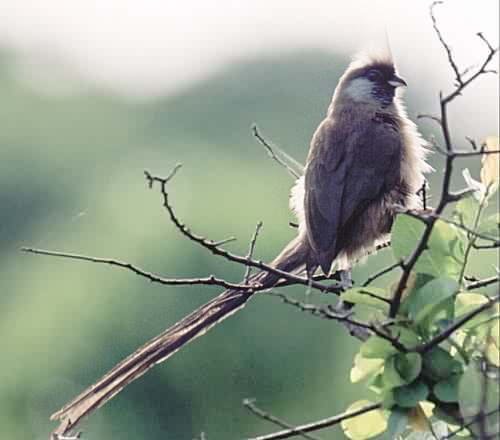
Птицы-мыши. Африка
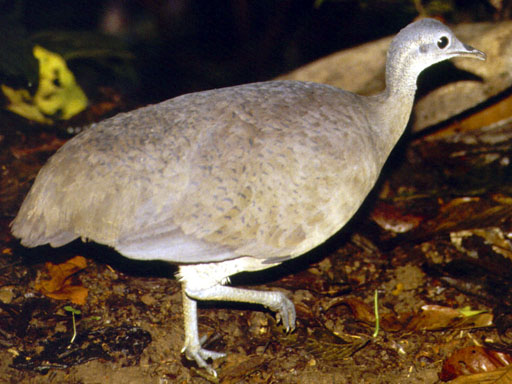
Тинаму. Южная Америка
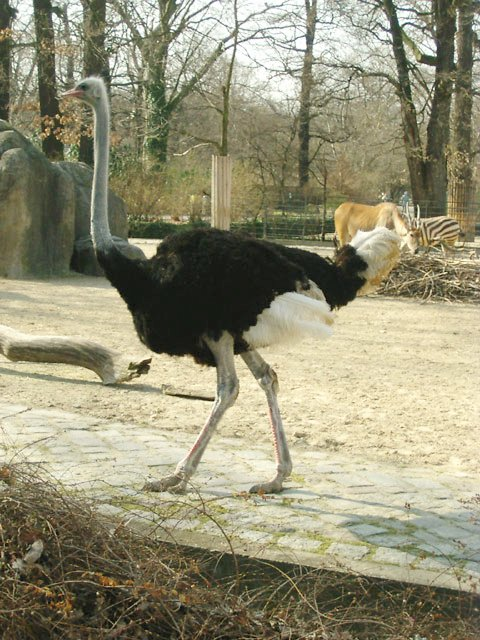
Страус. Африка
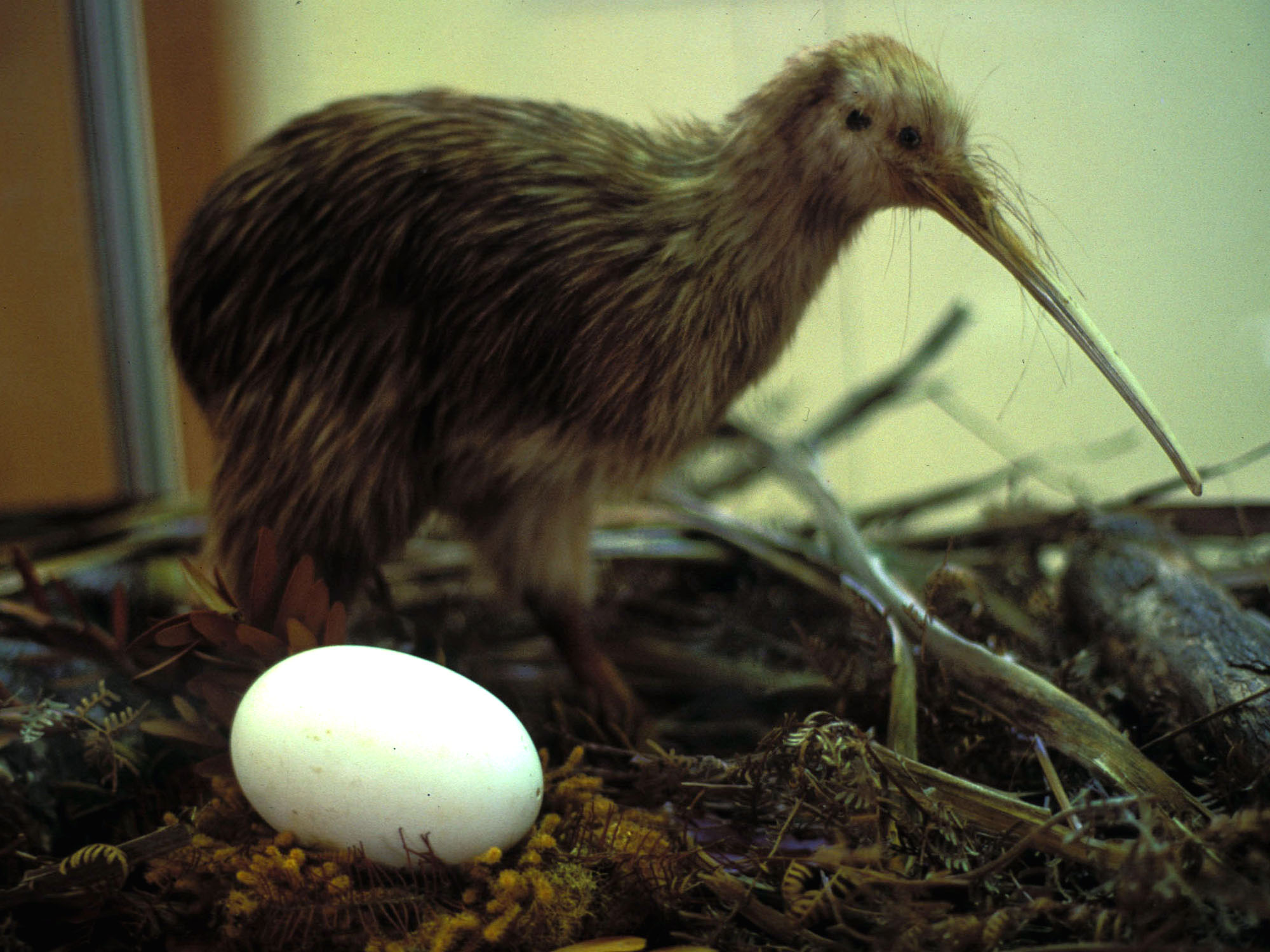
Киви с яйцом. (Новая Зеландия)

## Эндемизм на уровне семейств
- Семейство Кагу — острова Новой Каледонии в Тихом океане.
- Семейство Эму  — Австралия и Тасмания.
- Семейство Лирохвосты, или птицы-лиры — Австралия.
- Семейство Тоди (Отряд Ракшеобразные) — Большие Антильские острова (Куба, Гаити и др.)
- Семейство Пастушковые куропатки (мадагаскарские пастушки) — Мадагаскар.
- Семейство Филепиттовые (Отряд Воробьинообразные) — Мадагаскар.
- Семейство Ванговые (Отряд Воробьинообразные) — Мадагаскар.
- Вымершее семейство Дронты (Отряд Голубеобразные) — острова Маврикий, Родригес (остров) и Реюньон, расположенные в Индийском океане.
- Вымершее семейство Эпиорнисовые (Слоновые птицы) — Мадагаскар.

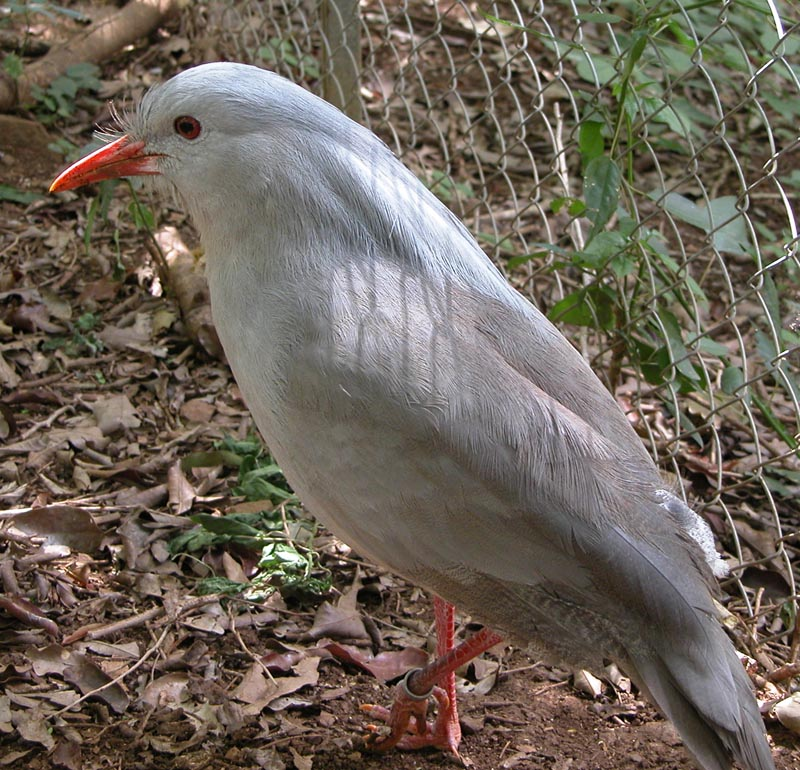
Кагу. Новая Каледония
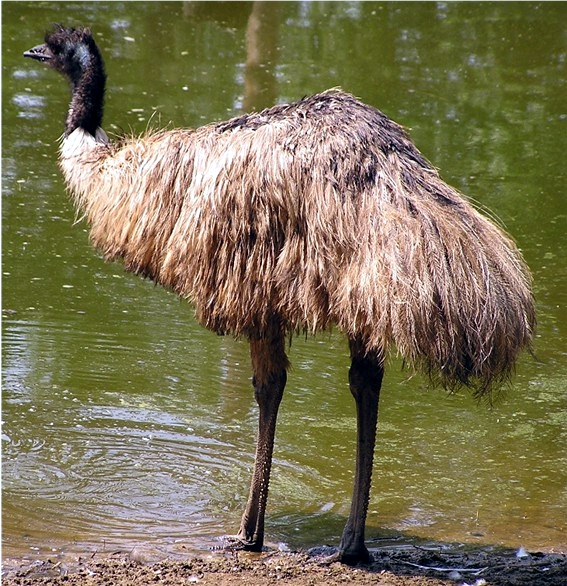
Эму. Австралия
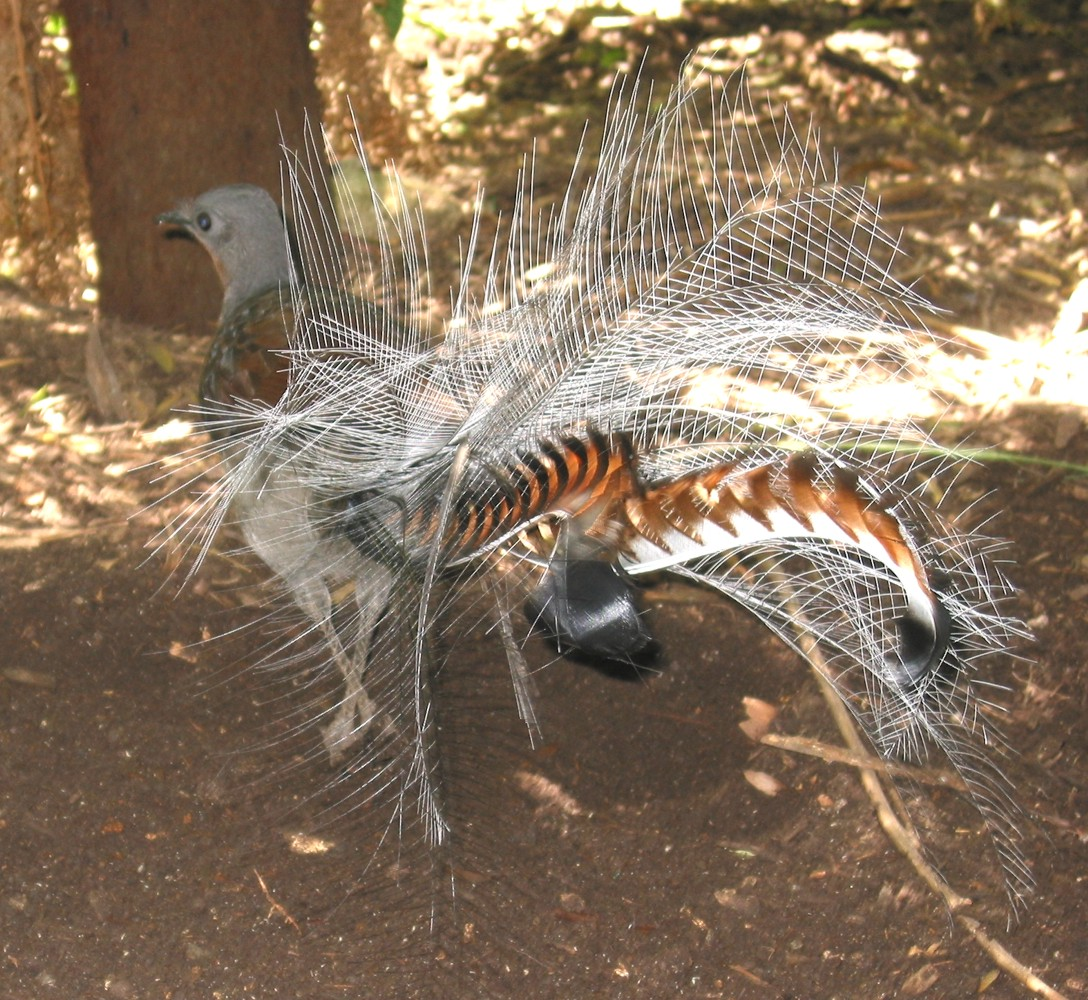
Лирохвосты
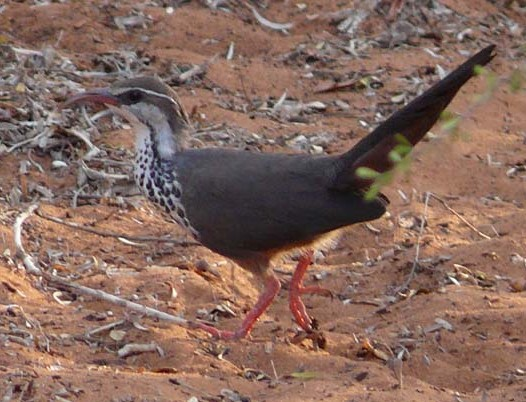
Мадагаскарские пастушки
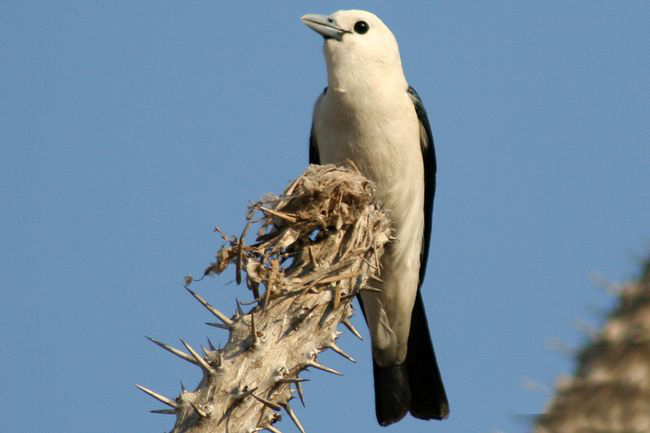
Ванговые, Artamella viridis
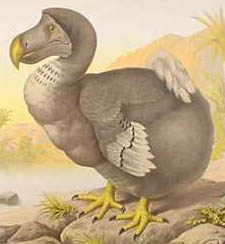
Дронт
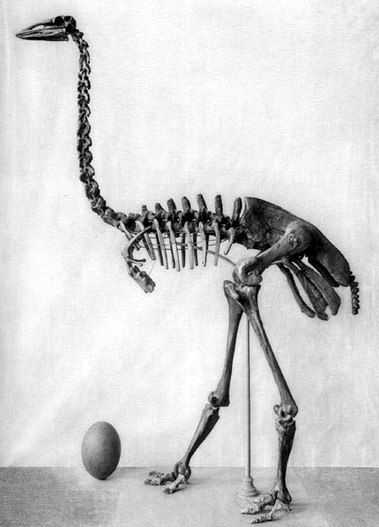
Скелет и яйцо Эпиорниса

## Эндемизм на уровне родов
- Род Какапо (совиный попугай) встречается только в Новой Зеландии. Нелетающая птица.

- Род Рогатый попугай (хохлатый попугай) обитает в Новой Каледонии и на близлежащих островах.

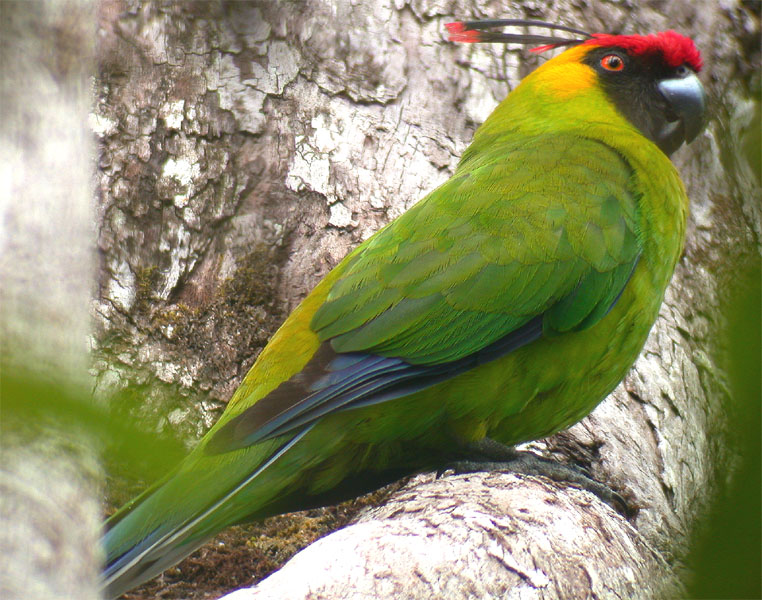
Рогатый попугай